# Refuge de Grasla
La forêt de Grasla, en Vendée, principalement sur la commune des Brouzils, servit de refuge (Refuge de Grasla, ou de Grala, orthographié aussi Gralas sur les cartes) aux populations environnantes durant les guerres de Vendée en 1793-1794 : ces populations fuyaient la répression menée par les colonnes républicaines du général Turreau. Composées pour beaucoup de femmes, d'enfants et de vieillards, elles se sont abritées dans ce quartier de la forêt qu'elles connaissaient pour être le lieu où habitaient des exploitants (charbonniers, voituriers...) depuis une décennie environ. On y avait bâti des huttes de rondins et de feuillages, décrites au XIXe siècles comme semblables aux huttes circulaires et aux rues pavées de bois des Gaulois. Les vastes ramures des chênes les abritaient de la pluie et des orages.

## Étymologie
Le terme de "refuge" n'est utilisé comme nom propre qu'au XXe siècle, les contemporains utilisent le mot comme nom commun : voir, par exemple, aux archives départementales de la Vendée à la cote L 1899 dans les minutes d'actes extrajudiciaires (25 prairial - 28 fructidor an IV soit du 14 mai au 14 septembre 1796). Le chanoine Goillandeau, qui baptise des enfants en forêt de Grasla durant la période où la population s'y cache, indique qu'il administre le sacrement en forêt de Grasla.
Le nom de la forêt, Grasla, s'orthographie de différente manière : Grala, Gralas... et son origine reste obscure.

## Localisation
Le Refuge de Grasla est situé près du bourg des Brouzils dans le quartier de la forêt de Grasla dit du Demi-Jour et du Chêne Chevreux, dans un quartier de la forêt appelé " Les Pralières" ou les Loges », près du bourg de La Copechagnière, village de bûcherons proche de la forêt (de cope, couper et chagne, chêne, d'où chanière plantation de chênes). Il s'y trouva ensuite des prés, connus sous le nom de prés de la « chaussée de l'étang ».
Au cœur du massif forestier de Grasla, se trouve le Refuge où les populations de communes situées au nord et à l'est se sont cachées pour fuir la violence de la répression contre les insurgés vendéens. Un sentier de la lisière, de six kilomètres, permet de joindre la « Pierre Blanche » (pierre mégalithique, Bloc de Quartz) au Chêne Chevreux : cet arbre millénaire, encore vivant, situé au carrefour de trois chemins, aurait été point de ralliement lors de la guerre de Vendée. Son nom viendrait du mot chevreuil. Ses branches qui s'élèvent au-dessus du tronc séculaire étaient dépouillées de leurs rameaux, et les branches inférieures jeunes et verdoyantes. Quelques légendes l'entouraient de mystère.

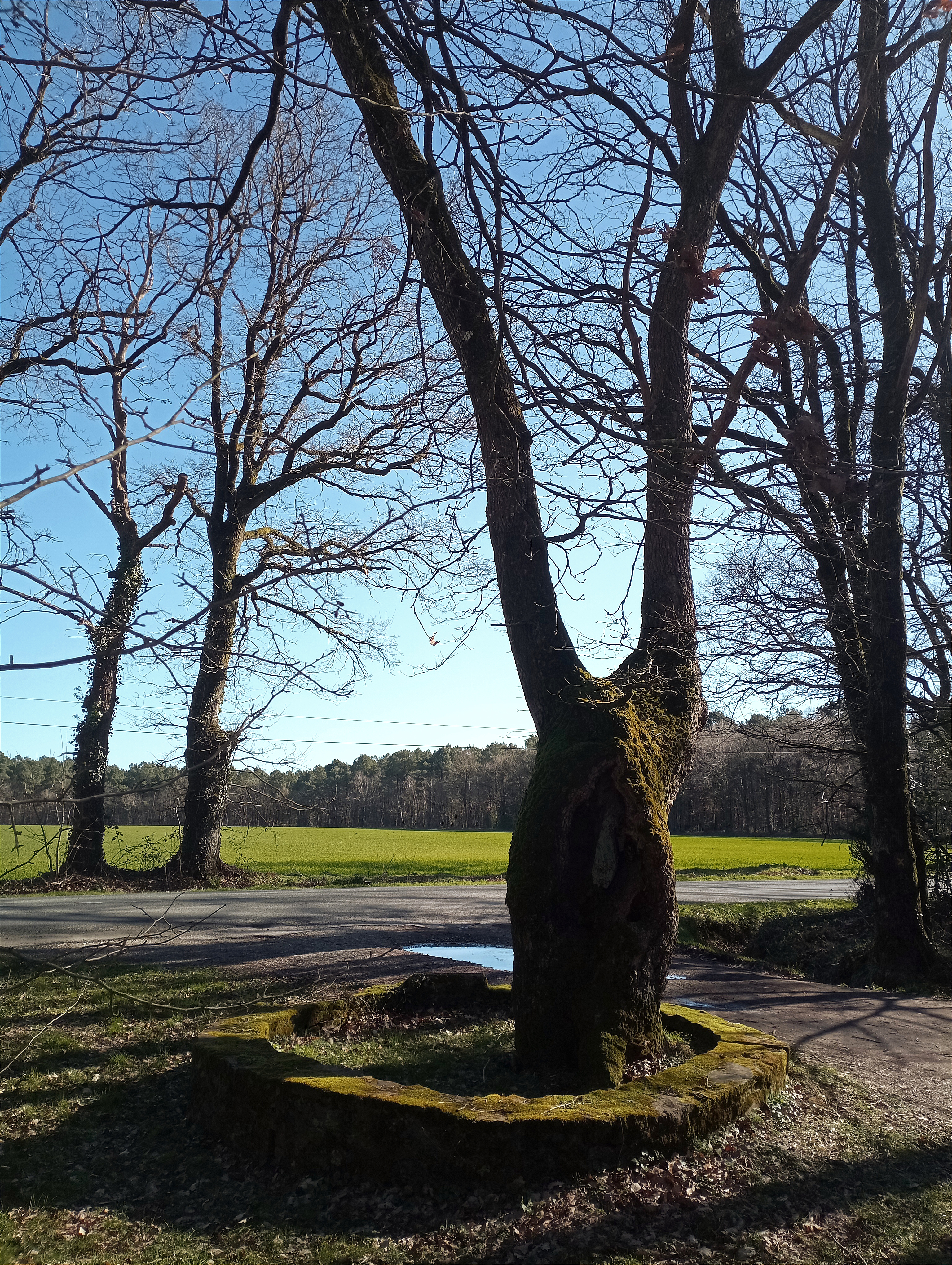
Le Chêne Chevreulz (chevelu) ou Chevreux (chevreuil). 2023.
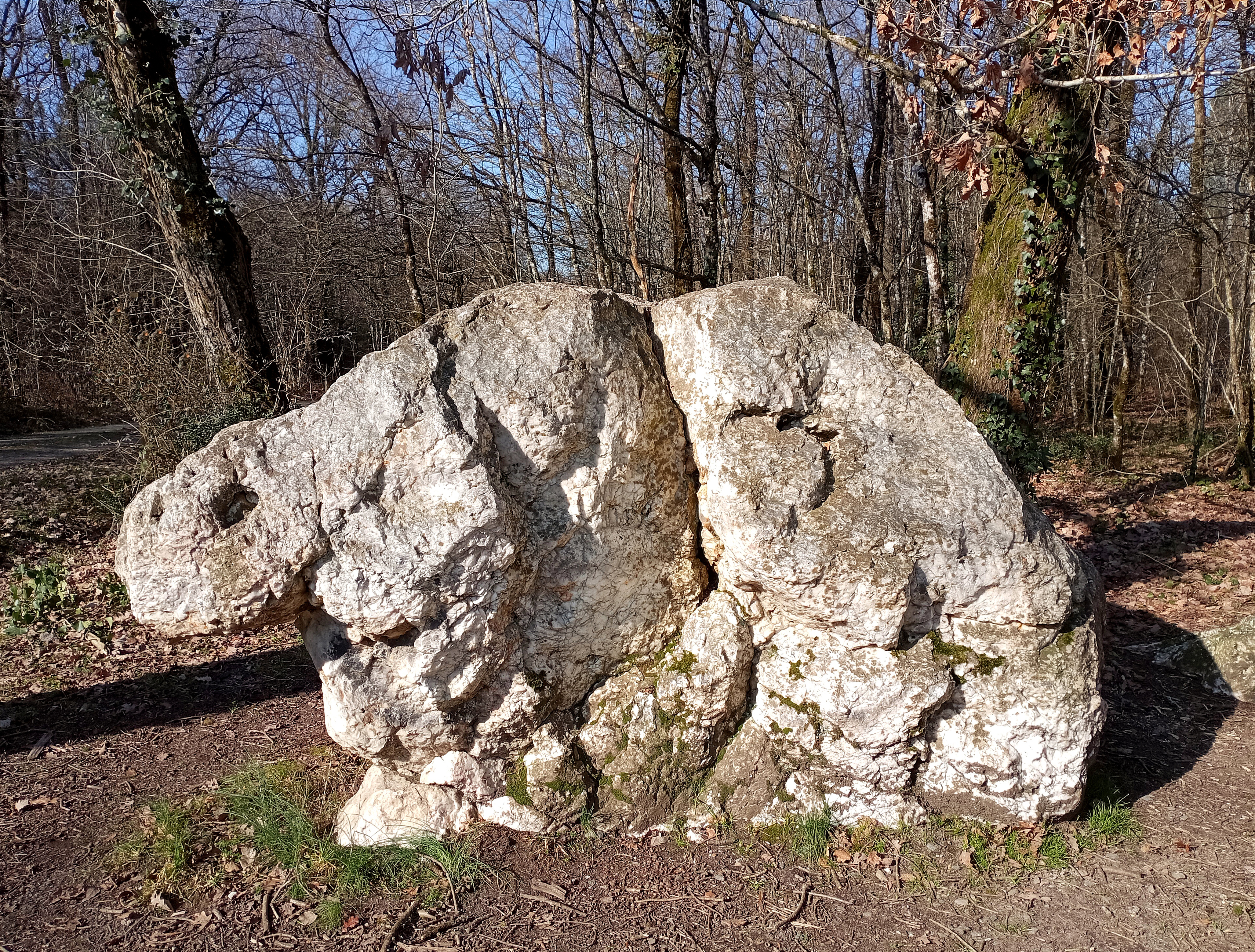
Refuge de Grasla. La Pierre Blanche. 2023.
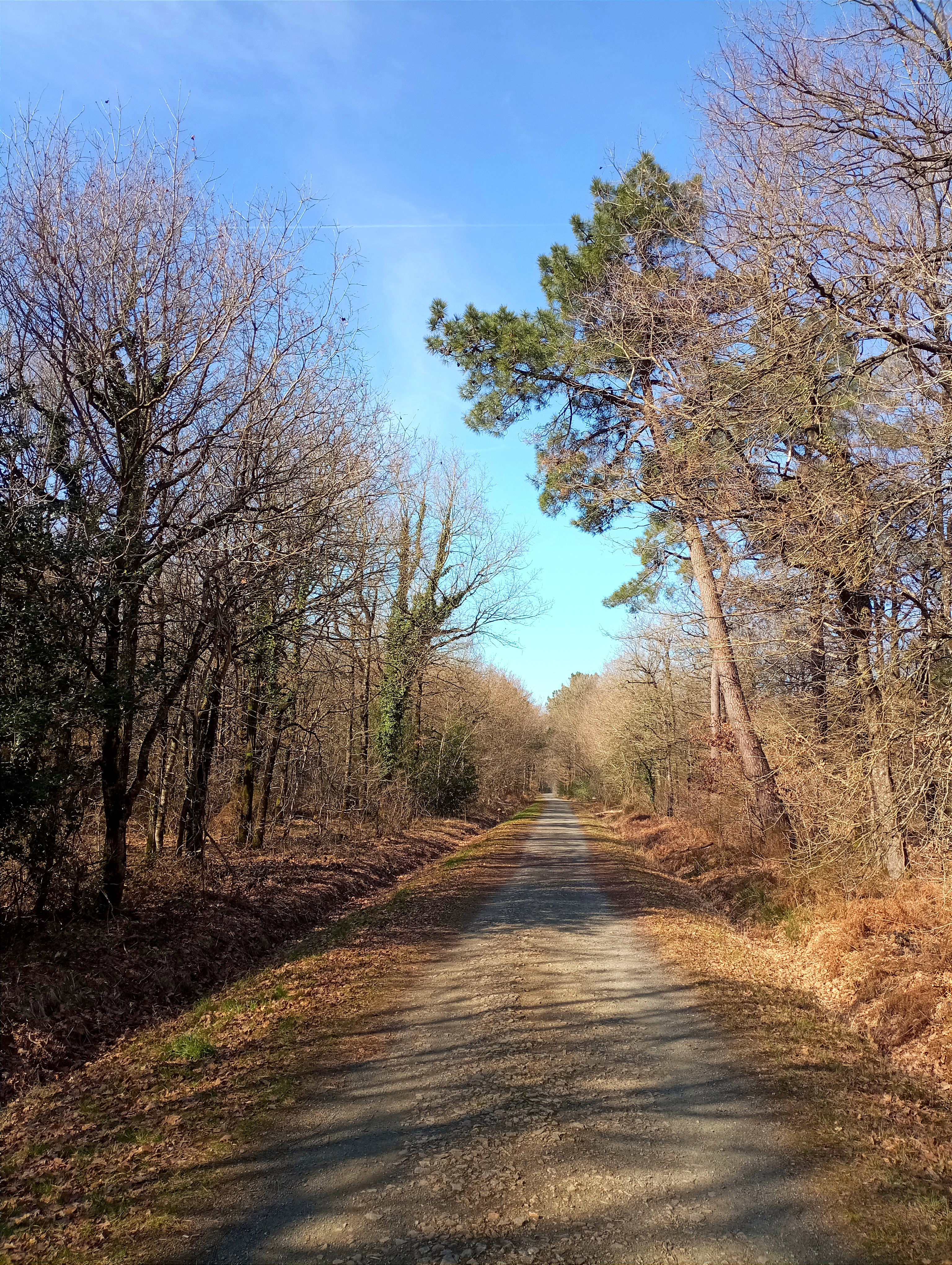
La forêt de Grasla. Sentier du Refuge. 2023.
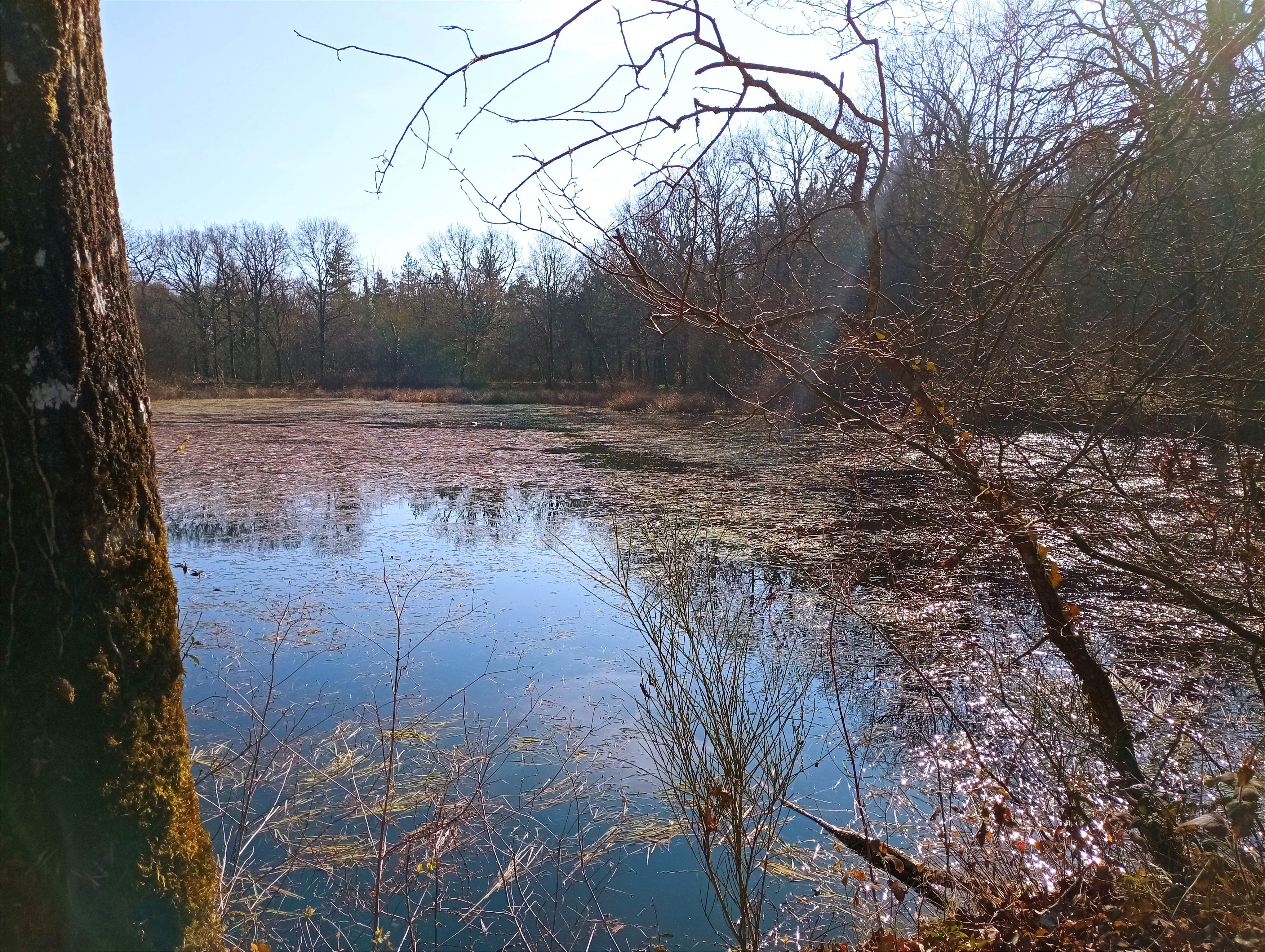
La forêt de Grasla. Etang. 2023.

Le « sentier du Refuge » est long de 3,5 kilomètres. De la « Pierre Blanche », l'allée "du gros bois" puis un sous bois agréable vous mènent au Refuge de Grasla.
La promenade se termine par l'allée du "demi-jour" allant du Chêne Chevreux à la Pierre Blanche. Elle est appelée ainsi en raison de la faible lumière traversant ses chênes denses. Cette futaie a été coupée en bois de construction pour la ville de Napoléon (La Roche-sur-Yon) en 1810.
Le retour se fait par la croix de Charette érigée par le Souvenir vendéen en 1973, les étangs puis le Chêne Chevreux et enfin, l'allée du "demi-jour" menant à la Pierre Blanche.

## Le Refuge de Grasla

### Sa population
Chacun y avait transporté son ménage et ses provisions. Cabanes et huttes formaient une véritable ville champêtre: « Des branches appuyées sur les troncs des arbres, et supportées par de forts piquets, formaient la charpente de chaque habitation ; d'autres branches entrelacées et tapissées de mottes de gazon servaient de murs ; ces cabanes alignées sur plusieurs rangs, présentaient l'aspect de rues pavées d'une herbe courte et épaisse, Au-dessus, les grandes branches des chênes touffus s'élevaient en dôme et protégeaient la ville contre les ardeurs de l'été et les vents orageux... » . On y vivait sous ces cabanes . 
Différents métiers y étaient exercés, par exemple forgerons, armuriers et charpentiers. Des guetteurs placés dans les arbres devaient donner l’alerte en cas d'approche de la forêt par des soldats. . Une légende tenace affirme que le trésor de Charette serait caché aux environs. 2 000 personnes - moins de 200 noms sont connus -, se seraient ainsi réfugiées de janvier à juillet 1794 afin d'échapper aux colonnes infernales créées par le général Turreau.

### Chapelle et registres clandestins
On y trouvait une chapelle, et comme en de nombreux endroits de France, des prêtres réfractaires réfugiés là, y célébraient la messe et administraient les sacrements, tels les curés Payraudeau et Jagueneau  ou le chanoine Goillandeau, qui tenait un registre clandestin et donnait l'extrême onction aux soldats de Charette mourants ou Marie la pupille du général au chirurgien Buet. Il indique pour l'ensemble de la paroisse des Brouzils, sur ce registre consultable aux Archives de la Vendée, les victimes républicaines et les décès, les mariages, des baptêmes, 162 personnes en tout, cinq naissances, vingt baptêmes, dix-huit décès, ou bien cent victimes, six enfants.

### Un hôpital sylvestre
Un hôpital de fortune, avec des ambulances et des matelas, des couvertures, organisé par le chirurgien Desormeaux accueillait les blessés qui revenaient de la guerre se faire soigner ou mourir.

### Combats environnants
La forêt de Grasla, aux épaisses futaies, servit aussi de refuge aux soldats de Charette. « La forêt de Grala, les bois de Légé et les buissons du Grand-Luc furent principalement le théâtre de ses plus admirables évolutions. Elles déconcertèrent toujours les généraux républicains ».
Les soldats républicains firent souvent des incursions dans cette forêt mais sans trouver le refuge. Le 10-16 juillet 1794, le général Ferrand lance cependant une expédition avec 3 600 hommes vers le refuge de la forêt de Grasla ; il le trouve mais le refuge est abandonné. Il écrivit son histoire.

## Association du Refuge de Grasla
Le refuge de Grala devint tout d'abord un lieu de mémoire puis un centre touristique attractif. Le site visitable rappelle les évènements qui ont marqué l'histoire du bocage et celle de ses habitants pendant la guerre de Vendée. Depuis 1987, des bénévoles ont construit des loges de perches et de brandes, une forge, chapelle, charbonnière... afin d'évoquer la vie de Grasla telle que les documents permettent de la connaître.
- Le 17 juin 1973, a été édifiée une croix commémorative rappelant les séjours de Charette et de ses fidèles dans le refuge. L'association a été créée en 1986, le site a été officiellement ouvert au public en 1989.
- Des études historiques furent entreprises par l'Association du Refuge de Grasla qui assure l'animation du site, notamment par la publication d'un bulletin de 1988 à 2005 et par celle d'une courte étude le Refuge de Grasla : histoire d'un lieu et d'une population par l'abbé Georges de Guerry et Luc-André Biarnais.
- Un Salon du livre vendéen y est organisé depuis 2006 et un concours de « Contes et Légendes » de Vendée a été créé en 2010. Le romancier Yves Viollier est le président du prix Charette remis lors de ce salon, jusqu'en 2012. Cette année là, il publie chez Robert Laffont, un roman Même les pierres ont résisté, consacré au Refuge de Grasla qui obtient le prix Charette 2013. Le prix Charette, décerné chaque année en juillet, a également couronné L'Arracheuse de dents (roman, 2016) publié par Franz-Olivier Giesbert.
- Récemment, un spectacle, « Le Vent de Grasla », écrit et mis en scène par François Demurger, évoque la vie quotidienne des réfugiés vendéens au coeur de la forêt de Grasla durant l'hiver 1793-1794.

### Vidéo
- France 3 La forêt de Grasla près de La Roche-sur-Yon
- TV Vendée Association « Refuge de Grasla »
- Tagtélé